# Peter Polaco
Peter Joseph Polaco (16 de octubre de 1973) es un luchador profesional estadounidense conocido por su carrera desde 1997 hasta 2001 en la empresa Extreme Championship Wrestling (ECW) bajo el nombre de Justin Credible. También trabajó a principios de los 90 en la World Wrestling Federation bajo el nombre de Aldo Montoya.
Polaco ha sido una vez campeón mundial al haber ganado en una ocasión el Campeonato Mundial Peso Pesado de la ECW. También fue ocho veces Campeón Hardcore de la WWF/E y dos veces Campeón Mundial en Parejas de la ECW con Lance Storm.

## Carrera
Polaco viajó a Canadá con el fin de entrenar en el famoso gimnasio Hart en Calgary, Alberta, con Stu Hart, Keith Hart, y su futuro compañero de equipo, Lance Storm. Luchó por primera vez en su cumpleaños ante Jake Steele. Polaco regresó a Estados Unidos poco después de que su formación fuera completa y comenzó a trabajar para las promociones de lucha libre de Nueva Inglaterra.

### World Wrestling Federation (1993-1997)
Polaco empezó a trabajar en la World Wrestling Federation en 1993 bajo el nombre de P.J. Walker. Hasta 1994, fue usado como jobber, destacando una victoria sobre Irwin R. Schyster, hasta que fue contratado a tiempo completo por el productor de la WWF Pat Patterson. Debido a su ascendencia portuguesa, crearon el personaje de Aldo Montoya, el "Portuguese Man O' War". Polaco trabó amistad con The Kliq, un grupo influyente tras bastidores cuando Scott Hall se ofreció a enseñarle. Durante los próximos años, tuvo feudos con Jeff Jarrett y Ted DiBiase sin demasiado éxito. En 1997, pidió su despido, ya que tan solo le programaron dos combates en un mes. La WWF en un principio no se lo concedió y le mandó a un territorio de desarrollo en Memphis para mejorar sus habilidades, donde estuvo varias semanas. Finalmente, le concedieron el despido con la condición de que no firmara con la empresa rival, la World Championship Wrestling, la cual estaba contratando a muchos talentos de la WWF por mayores sueldos.

### Extreme Championship Wrestling (1997-2001)

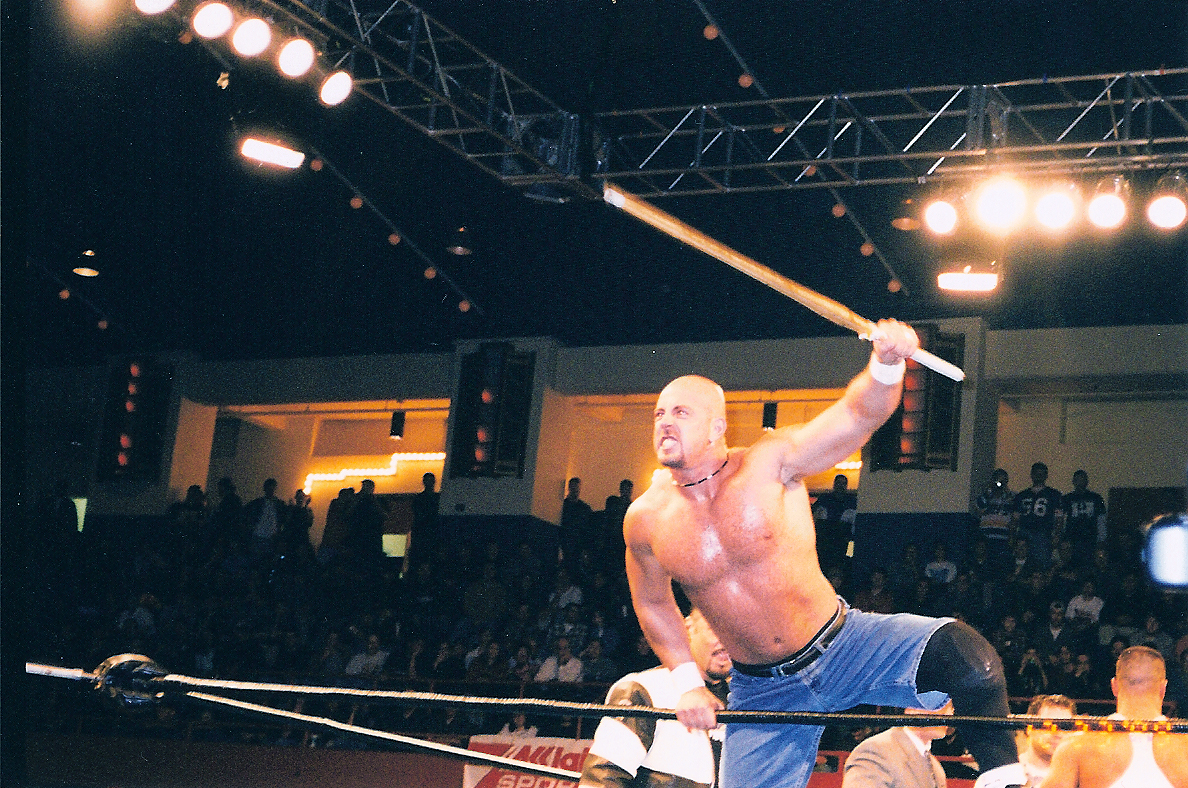
Credible en la ECW.

Polaco dejó la WWF y se unió a la Extreme Championship Wrestling (ECW), donde el booker de la empresa Paul Heyman le prometió que le volvería una estrella. Empezó usando los nombres de PG-187 y PJ Walter, hasta que, finalmente, adoptó el gimmick de Justin Credible, empezando a usar ropa de calle en sus combates. Además, Jason Knight, Chastity y Nicole Bass se convirtieron en sus mánager. A lo largo de 1997 y 1998, tuvo varios combates, destacando un combate contra Sabu y Taz por el Campeonato FTW de la ECW de Taz el 19 de diciembre de 1998, siendo ganado por Sabu. También tuvo un pequeño feudo contra Tommy Dreamer, siendo derrotado junto a Jack Victory en November to Remember por Dreamer & Jake Roberts. Sin embargo, derrotó a Dreamer en Guilty as Charged en un Stairway to Hell. Tras esto, tuvo éxito cuando se alió con su mentor Lance Storm como The Impact Players, siendo derrotados por Dreamer & Shane Douglas en Living Dangerously y por Jerry Lynn & Rob Van Dam en Heat Wave. Tuvieron su primera oportunidad por el Campeonato Mundial en Parejas de la ECW el 23 de octubre de 1999 contra Raven & Dreamer, pero el combate acabó sin resultado. Tras derrotar a Chris Candido & Rhino el 1 de diciembre, volvieron a optar por el título, el cual ganaron en Guilty as Charged, pero lo perdieron en el 26 de febrero ante Dreamer & Masato Tanaka. Recuperaron los títulos en Living Dangerously al derrotar a Tanaka & Dreamer, en un combate en el que también participaron Mike Awesome & Raven. Tras esto, en 22 de abril, fue elegido como contendiente número uno al Campeonato Mundial Peso Pesado de la ECW de Dreamer, teniendo que dejar vacantes los Campeonatos Mundiales en Parejas. En el evento, consiguió el campeonato. 
Su victoria hizo que tuviera sus diferencias con Storm, teniendo que defender en Hardcore Heaven el título ante Dreamer y Storm, reteniéndolo con éxito. Tras retenerlo ante luchadores como Lynn, Sandman o Tajiri, volvió a efrentarse a Dreamer en Heat Wave en su segundo Stairway to Hell por el título, reteniéndolo Credible. Finalmente, tras retenerlo en varios eventos de la ECW, lo perdió en Anarchy Rulz ante Jerry Lynn. Intentó recuperarlo en los eventos de November To Remember y Massacre On 34th Street, luchando en ambos combates Lynn, Credible y Steve Corino, ganando Corino el título en el primer evento y reteniéndolo en el segundo. Participó en el último evento de la ECW, Guilty as Charged, donde refornó junto a Corino The New Impact Players, ayudándole a defender su título ante Sandman en un Tables, Ladders, Charis and Canes match. Sin embargo, el combate fue ganado por Sandman. Finalmente, Credible y Sandman estelarizaron el último evento de la ECW el 13 de enero de 2001, siendo derrotado.

### World Wrestling Entreteiment (2001-2003)

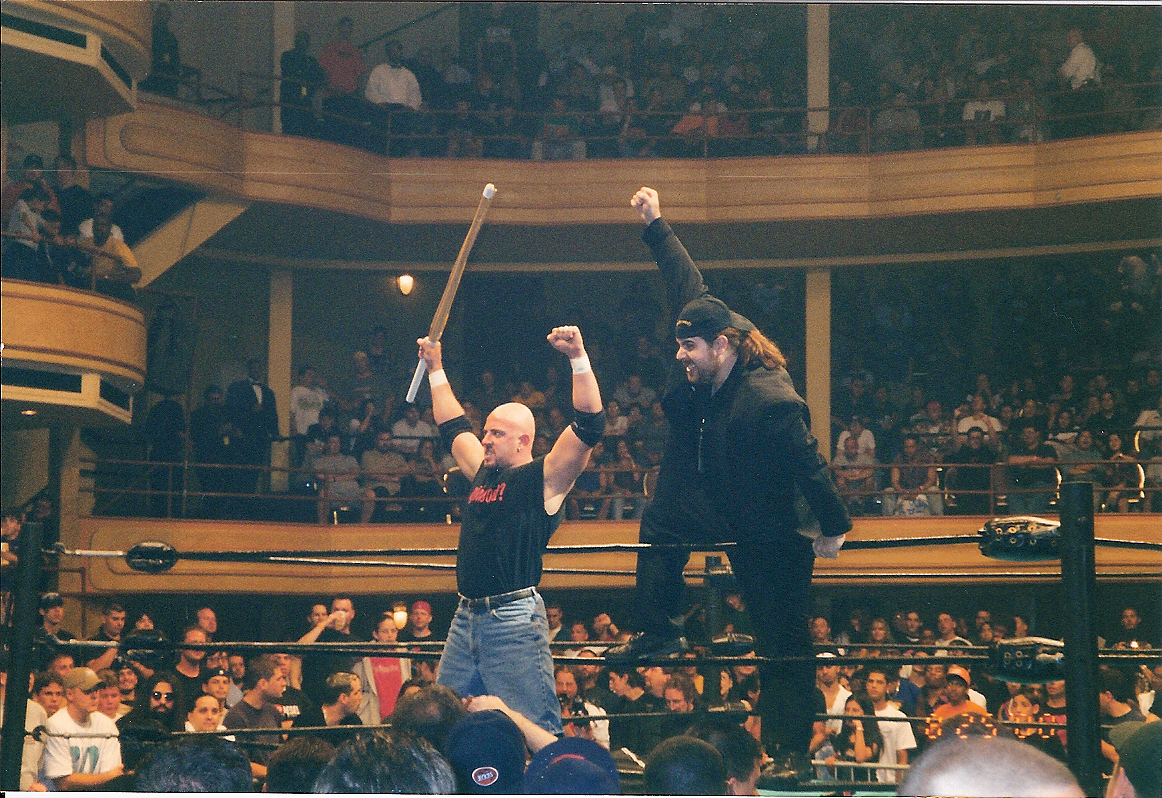
Polaco junto a Sign Guy Dudley en la ECW.

Con la ECW en bancarrota. Credible regresó a la WWE en enero del 2001. En febrero forma con X-Pac, "X-Factor", una nueva pareja. Luego Albert se uniría a X-Factor. Polaco tuvo muchas oportunidades de ganar el título World Tag Team Championship, pero nunca lo ganó. En RAW Polaco llegó a obtener el título Hardcore 8 veces. En su última pelea en RAW, Polaco fue derrotado por Batista. Y su última aparición en la WWE fue en HEAT, cuando Test lo derrotó. Después Polaco peleó en un circuito independiente.

### Circuito independiente (2002-2006)
Tras su despido de la WWE, empezó a luchar en varias promociones del circuito independiente. Apareció en varias ocasiones en Ring of Honor como miembro de The Carnage Crew y en la Xtreme Pro Wrestling, enfrentándose a Shane Douglas. También apareció en la Total Nonstop Action Wrestling (TNA), formando un stable con otros luchadores de la ECW e iniciando de nuevo su feudo con Jerry Lynn. También fue parte de los Xtreme Horsemen en Major League Wrestling junto a C.W. Anderson, Steve Corino y Simon Diamond, siendo dirigidos por J.J. Dillon, pero duraron poco tiempo. En junio de 2005, apareció en los eventos homenaje a la ECW de Hardcore Homecoming. El 10 de junio perdió ante Lynn, el 16 de septiembre fue derrotado por Sandman en un Singapore Cane match. El 17 de septiembre volvió a ser derrotado por Lynn y, en el último evento el 5 de noviembre, derrotó a Lynn en un Steel Cage match en el evento principal. También apareció en ECW One Night Stand, interfiriendo en el combate entre su mentor Lance Storm y Chris Jericho, atacando al segundo. El 13 de noviembre de 2005, fue anunciado como el oponente misterioso para Raven en el evento de la TNA Genesis. Luchando como P.J. Polanco, fue derrotado después de un DDT.
En 2006, firmó un contrato con el programa de la MTV "Wrestling Society X", diciendo que si convertían el especial de una noche en una temporada, lucharía explusivamente para el programa. Participó en el primer evento, la WSX Rumble, donde fue el primero en entrar y el último en ser eliminado. Su contrato acabó el 5 de junio, meses después de que el programa fuera cancelado.

### World Wrestling Entertainment (2006)
En 2006, Polaco fue contratado de nuevo por la WWE, ya que quería revivir la ECW como marca de la empresa. Hizo su debut el 7 de junio en un evento WWE vs. ECW Head to Head, luchando en una Battle Royal de 20 hombres; 10 de la WWE y 10 de la ECW. Tras esto, apenas tuvo protagonismo, perdiendo ante el debutante CM Punk. Fue despedido el 28 de septiembre de 2006.

### Circuito Independiente (2007-2011)
Polaco regresó al circuito independiente el 2007 bajo el nombre de "Justin Time". Puede ser encontrado luchando por la promoción Pro Wrestling Syndicate junto con otros originales de la ECW como Sabu, Danny Doring y Julio Dinero. También hizo apariciones con "Insane Clown Posse" en Juggalo Championship Wrestling . El 29 de marzo de 2009 derrotó a "Hurricane" John Walters con Ric Flair como árbitro invitado, para convertirse en el campeón de Big Time Wrestling.
Justin es también el protagonista de un documental, "The Price of Fame, el cual incluye Ted DiBiase y Sean Waltman.Fue introducito en el "Salón de la Fama" de "Pro Wrestling de Nueva Inglaterra" el 12 de julio de 2009.
En marzo de 2011, fue anunciado que iba a enfrentarse al campeón mundial del International Bigtime Wrestling, Tex Monroe por el título el 17 de abril de 2011 en Dearborn, Misuri.

### Regreso a la TNA (2010)
El 8 de agosto de 2010, Polaco volvió a la TNA formando parte en un evento de pago-por-visión dedicado a la ECW, "Hardcore Justice", donde fue derrotado por Stevie Richards. Antes del combate, Polaco fue asaltado por The Sandman con su "Singapore cane" (Caña de Singapur).
Polaco se negó a aparecer en el show "WWE's Old school RAW" el 15 de noviembre de 2010, donde iba a aparecer en su papel de Aldo Montoya.

## Campeonatos y logros
- Extreme Championship Wrestling

- ECW World Heavyweight Championship (1 vez)
- ECW Tag Team Championship (2 veces) - con Lance Storm

- Pro-Pain Pro Wrestling

- 3PW World Heavyweight Championship (1 vez)

- World Wrestling Entertainment

- WWE Hardcore Championship (8 veces)

- Top Rope Promotions

- TRP Heavyweight Championship (1 vez)

- Big Time Wrestling

- BTW Heavyweight Championship (1 vez-)

- Texas Wrestling Alliance

- TWA Heavyweight Championship (1 vez)

- Italian Championship Wrestling

- IWC Heavyweight Championship (1 vez)

- Pro Wrestling Illustrated

- Situado el #389 en los PWI 500 en 2003.

- Otros Títulos

- RWF Heavyweight Championship (1 vez)
- NEWA Tag Team Championship (1 vez)
- PWF Universal Heavyweight Championship (3 veces)